# MAGIC (아이우치 리나의 노래)
〈MAGIC〉은
2009년 10월 21일에 발매된 아이우치 리나의 31번째 싱글이다.

## 개요
마지막이 되는 《명탐정 코난》의 타이업이다.

## 수록곡
1. MAGIC
  - 작사: 아이우치 리나, 작곡: 오노 아이카, 편곡: 하야마 타케시
2. hands
  - 작사: 아이우치 리나, 작곡: 오타 토시아키, 편곡: 후루이 히로히토
3. MAGIC (instrumental)
4. hands (instrumental)

### 초회한정반 DVD
1. MAGIC (music clip)
2. MAGIC (making shot)

## 타이업
- 요미우리 TV 애니메이션 《명탐정 코난》 여는 곡 (#1)

| TV 애니메이션 《명탐정 코난》 여는 곡 2009년 9월 19일 (547화) ~ 2010년 1월 30일 (564화) |                         |                                     |
| 이전 곡: 브레이커즈 〈Everlasting Luv〉                                                 | 아이우치 리나 〈MAGIC〉 | 다음 곡: 가넷 크로우 〈As the Dew〉 |